# Fraser (Michigan)
Fraser è un comune degli Stati Uniti d'America, situato nello Stato del Michigan, nella contea di Macomb.